# Pandalopsis ampla
Pandalopsis ampla är en kräftdjursart som beskrevs av Charles Spence Bate 1888. Pandalopsis ampla ingår i släktet Pandalopsis och familjen Pandalidae. Inga underarter finns listade i Catalogue of Life.